# Übermensch

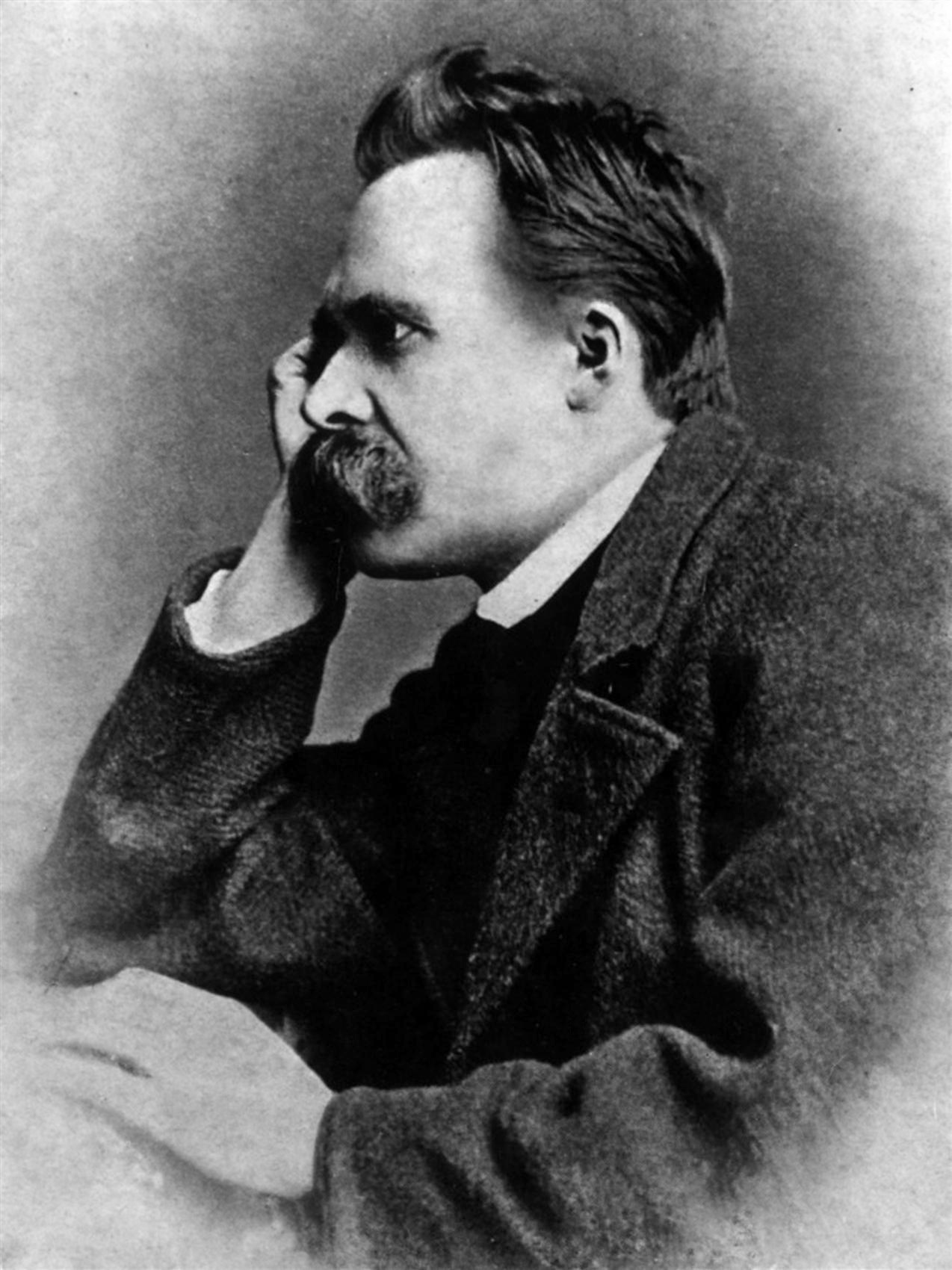
Friedrich Nietzsche in 1882.

Een übermensch is een type mens dat hoger wordt aangeschreven dan de gewone mens. Het begrip wordt veelal toegeschreven aan Friedrich Nietzsche, die er de huidige betekenis aan gaf.

## Herkomst
Nietzsche was niet de eerste die de term gebruikte. Een soortgelijk begrip is de "hyperanthropos" van Dionysius van Halicarnassus uit de 1e eeuw v.Chr. Later maakte de Griekse schrijver Lucianus van Samosata gebruik van dit woord in zijn satire Kataplous om de grote heren van de wereld belachelijk te maken. Nietzsche was vertrouwd met dit werk. In het Duits verscheen de term Übermensch voor het eerst in 1527 in een brief van Hermann Rab, Provinciaal van de Saksische Dominicaanse provincie, waarin het een soort scheldwoord is voor "lutheranen". De lutherse Duitse theoloog Heinrich Müller gebruikte de Duitse term in zijn publicatie Geistliche Erquickungsstunden (1664-1666). Bij de Duitse filosoof-theoloog Johann von Herder treft men het woord meermalen aan, terwijl de Duitse schrijver Johann von Goethe de term gebruikte in zijn Faust. Elke schrijver vulde het begrip op zijn manier in.

## Nietzsche
Nietzsche pleitte voor meer individualisme in plaats van kuddegeest. De übermensch is diegene die zichzelf durft los te maken van het systeem en op zichzelf steunt. Daarbij meende Nietzsche dat de mens van nu slechts een schakel is, een ontwikkelingsfase tussen een dier en de übermensch die we eigenlijk bedoeld zijn te worden: een groots wezen dat staat boven alles wat Nietzsche verwierp waaronder de moraal en de rede. In zijn boek "Also sprach Zarathustra" schrijft Nietzsche: "De übermensch staat tot de mens als deze tot de aap." en "De mens is een koord gespannen tussen de übermensch en het dier." Men zou daaruit de conclusie kunnen trekken dat Nietzsche bedoelde dat in de mens van nu de spanning tussen het dierlijke en het bovenmenselijke voelbaar is.

## Nationaalsocialisme
Wanneer het nationaalsocialisme in de twintigste eeuw gebruikmaakt van de term, wordt het begrip 'übermensch' via het sociaal darwinisme aan ras gekoppeld. Dit had weinig te maken met Nietzsche's oorspronkelijke interpretatie. De nazi's bedachten als tegenhanger het begrip untermensch. Daarmee riepen ze een begrippenpaar in het leven dat bij Nietzsche niet voorkomt.